# Discografia degli Aqua
Questa pagina contiene la discografia del gruppo musicale danese-norvegese Aqua.

## Album in studio
- 1997 - Aquarium (UK #6, GER #6, USA #7)
- 2000 - Aquarius (UK #24, GER #8, USA #82)
- 2011 - Megalomania

## Raccolte
- 2002 - Cartoon Heroes: The Best of Aqua
- 2009 - Greatest Hits (UK #135)

## Album remix
- 1998 - Bubble Mix (The Ultimate Aquarium Remixes Album)
- 1998 - Aqua Mania Remix
- 2002 - Remix Super Best

## Singoli
- 1995 - Itsy Bitsy Spider (come Joyspeed)
- 1996 - Roses Are Red
- 1997 - My Oh My (UK #6, GER #12)
- 1997 - Barbie Girl (UK #1, GER #1, USA #7)
- 1997 - Lollipop (Candyman) (USA #23)
- 1997 - Doctor Jones (UK #1, GER #7)
- 1998 - Turn Back Time (UK #1, GER #42, USA #49)
- 1998 - Good Morning Sunshine (UK #18, GER #94)
- 2000 - Cartoon Heroes (UK #7, GER #13)
- 2000 - Around the World (UK #26, GER #56)
- 2000 - Bumble Bees (GER #96)
- 2000 - We Belong to the Sea
- 2009 - Back to the 80's
- 2009 - My Mamma Said
- 2009 - Spin Me a Christmas
- 2011 - How R U Doin?
- 2011 - Playmate to Jesus
- 2011 - Like a Robot
- 2018 - Rookie
- 2021 - I Am What I Am

## Videografia
- 1997 - Aqua: The Videos
- 1997 - Around the World
- 1998 - The Aqua Diary
- 2000 - The Video and Karaoke (solo in Giappone)
- 2002 - Aqua: The Video Collection
- 2001 - The Hits Karaoke
- 2009 - Greatest Hits (Special Edition)